# 밀라드 베이기
밀라드 베이기 하르체가니(아제르바이잔어: Milad Beygi Hərçigani 밀라트 베이기 해르치가니, 페르시아어: میلاد بیگی هرچگانی, Milad Beigi Harchegani, 1991년 3월 1일~)는 이란 태생 아제르바이잔의 태권도 선수이다. 2016년 올림픽에서 동메달을 획득했으며 2015년 유러피언 게임과 2017년 이슬람 연대 경기 대회, 유니버시아드에서는 금메달을 획득했다.
2015년 유러피언 게임 금메달을 획득한 공로로 쇼리트 훈장을, 2016년 올림픽 동메달 획득한 공로로 대통령명예학위를 받았다.

## 개인사
밀라드 베이기는 1991년 3월 1일 이란 이스파한에서 태어났다. 베이기의 개인 코치는 레자 메만도스트이며 국가대표팀 코치는 엘누르 아마노프이다. 고등학교 졸업 후 2012년 세파한 대학교에 입학하였고 2015년 졸업하였다.

## 선수 경력

### 이란 국가대표팀

#### 2014년
베이기는 2014년 이란 테헤란에서 열린 세계 군인 선수권 대회에 출전하였는데 이는 그의 첫 국제 대회 무대이다. 중화인민공화국의 룽구를 12-3으로, 2008년 유럽 선수권 대회 우승자인 아르메니아의 아르만 예레미얀을 17-9로 이기며 결승전에 진출했다. 결승전에서 카타르의 마흐무드 함디압둘라힘에게 16-4로 승리하며 우승을 하였다.

#### 2015년
세계 군인 선수권 대회에서 우승 후 1년 뒤에 같은 도시에서 열린 파즈르 오픈에도 참가하였다. 준결승전에서는 프랑스의 토란 마이 제로이를 8-0으로 결승전에서는 이란의 파자드 압돌라히를 12-0으로 이기며 우승을 하였다.
이후 베이기의 코치인 레자 메만도스트가 아제르바이잔 태권도 국가대표팀 감독으로 선임되었고, 메히디 카자오브카시와의 국가대표 선발전에서도 밀리며 이란 국가대표팀 선수로 활동을 할 수 없게 되자 그는 아제르바이잔으로 이민을 가 시민권을 획득하였고 이후 아제르바이잔 국가대표 선수로 활동하게 되었다.

### 아제르바이잔 국가대표팀
아제르바이잔 소속으로는 우크라이나 하르키우에서 열린 우크라이나 오픈에 처음으로 참가하였다. 홈팀선수인 그는 개최국 우크라이나의 세르히 차이카와의 대결에서 7-1로 승리하며 결승전에 진출하였고 튀르키예의 유누스 사르와 경쟁했지만 13-15로 패하며 우승에 실패하면서 은메달을 획득하였다.
대회 직후 바로 러시아 첼랴빈스크에서 열린 2015년 세계 선수권 대회에 참가하려 했지만 베이기의 시민권 문제로 실격을 당했고 그의 라이벌인 이란의 매히디 카자오브카시가 우승을 하며 금메달을 획득했다.

#### 2015년

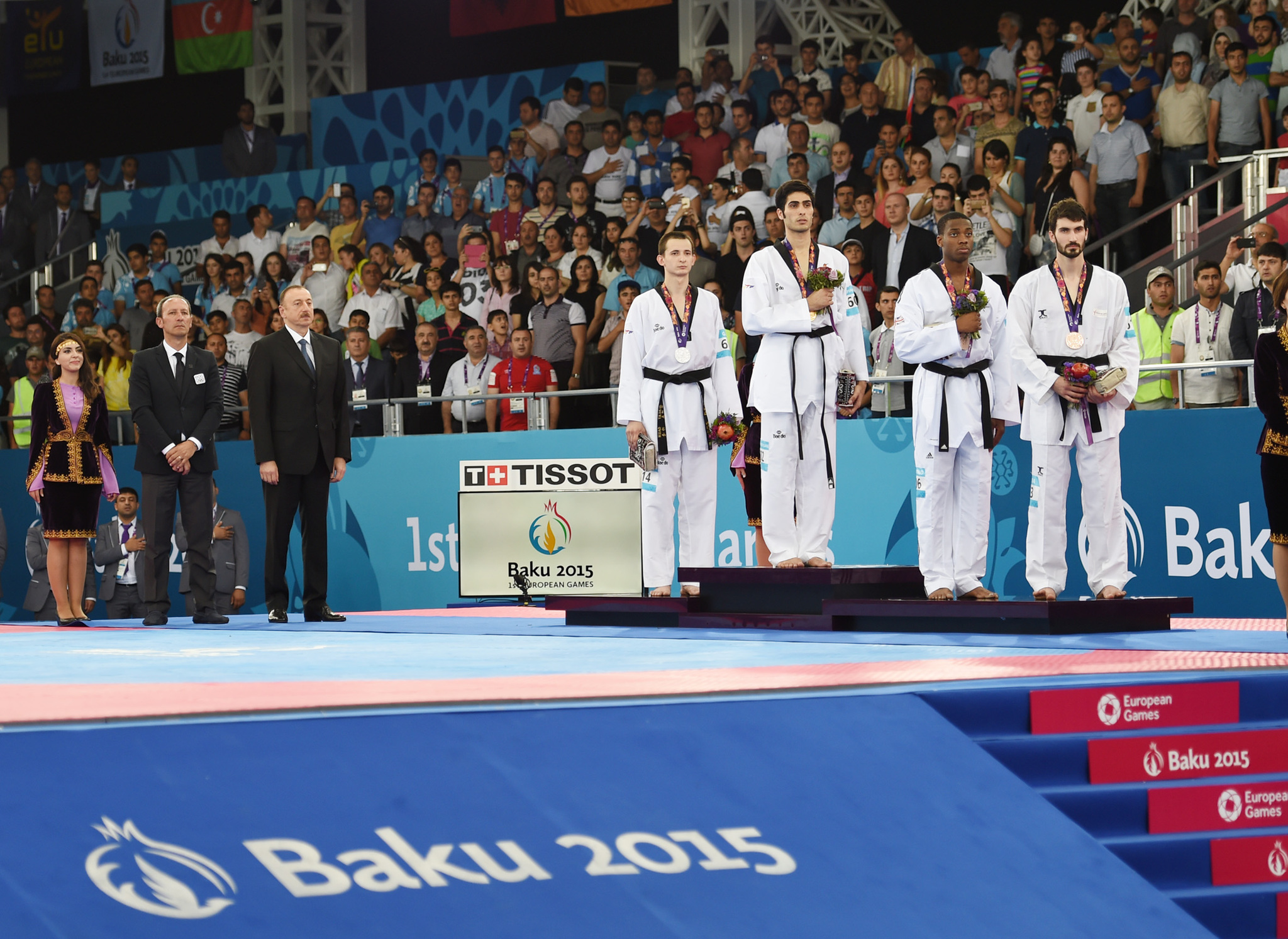
2015년 유러피언 게임 시상식 당시의 베이기(왼쪽에서 두 번째 선수). 그는 초대 유러피언 게임 인 이 대회에서 금메달을 획득하였다.

아제르바이잔의 수도 바쿠에서 열린 2015년 유러피언 게임에 참가하였다. 베이기는 이 당시 주목 받는 선수는 아니었지만 해당 체급 초대 유러피언 게임 우승자가 되어 금메달을 획득했다. 16강전에서 그는 세르비아의 다미르 페이지치를 상대했는데 12-0으로 대승을 하였다. 이후 8강전에서는 2012년 하계 올림픽에서 동메달을 획득한 영국의 루탈로 무하마드와 상대하였는데 이번에도 17-5로 승리하였다. 이후 준결승전에서도 포르투갈의 줄리우 페헤이라를 만나 6-2로 이기며 결승전에 진출하였다.
결승전에서는 2014년 유럽 선수권 대회 우승자인 러시아 알베르트 가운과 승부를 벌였다. 경기 내내 베이기가 우위를 점했고 최종점수 9-4로 승리하여 금메달을 획득하였다. 시상식에 아제르바이잔 대통령 일함 알리예프가 직접 베이기에게 금메달을 수여했다. 유러피언 게임에서의 성공으로 베이기는 아제르바이잔 대통령인 일함 알리예프에게 쇠흐래트 훈장을 받았으며 대통령령으로 15만 마나트를 상금으로 받았다.
유러피언 게임 이후 그는 대한민국 춘천에서 열리는 코리아 오픈에 참가했다. 준결승전과 결승전에서 대한민국 선수인 변길영과 이상제를 각각 35-13, 15-10으로 승리하며 코리아 오픈 우승을 하였다. 이후 그는 2015년이 끝나기 전에 3개의 국제 대회에 참가하였다. 폴란드 바르샤바에서 열린 폴란드 오픈에서도 우승을 하였고 러시아 모스크바에서 열린 러시아 오픈에서도 우승을 차지했다.
멕시코에서 열린 팀 월드컵에 마지막으로 참가하였다. 당시 아제르바이잔은 조별1위를 달성하며 준결승에 진출하였다. 준결승전에서는 종주국인 대한민국과 상대하였는데 48대30으로 승리하며 결승에 진출하였다. 결승전에서는 이란과 상대하여 42:23로 이기며 월드컵 우승을 하였다. 팀의 월드컵 우승에 헌신하였던 베이기는 대외 최우수 선수로 선정되었다.

#### 2016년

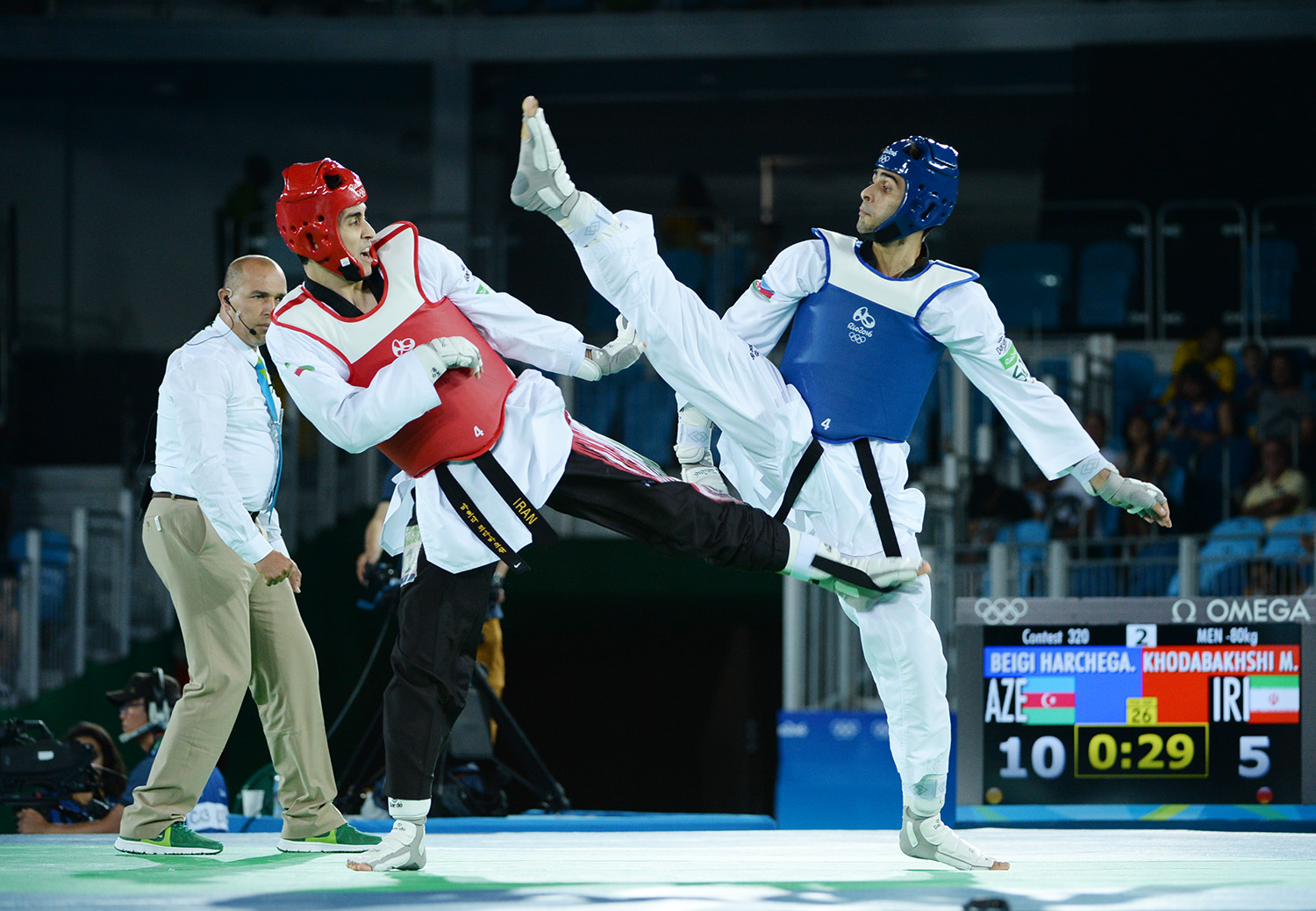
2016년 올림픽 당시 이란의 메흐디 호다바흐시와 대결하고 있는 베이기(파란색 호구 착용 선수)

베이기는 2016년 1월 올림픽에 참가하기 위해 튀르키예 이스탄불에서 열린 예선전에 참가하였다. 16강전에서 라트비아의 제니스 카우나와 상대하여 16-0으로 승리하였다. 이후 8강전에서는 2014년 세계 군사 선수권에서도 상대한 아르메니아의 아르만 예레미안과 재대결을 했는데 이번에도 베이기가 11-1로 승리하였다. 준결승전에서는 튀르키예의 유노스 카리선수와 상대하여 10-1로 승리하였고 결승전 진출과 함께 올림픽 출전권을 획득하였다. 결승전에서 폴란드의 피오트르 파진스키와 상대하여 14-2로 승리하였고 올림픽 진출권과 함께 대회 금메달도 동시에 획득하였다.
2016년 하계 올림픽 당시 그의 랭킹이 9위여서 시드번호 9번을 배정받았다. 16강에서는 8위를 기록한 말리의 이스마일 쿨리 발리와 상대하였다. 발리와의 승부에서 베이기는 13-6으로 승리하였고 8강에 진출하였다. 8강에서는 그의 라이벌인 메히디 카자오브카시와 상대하였는데 이번 경기에서는 베이기가 17-5로 승리하여 준결승에 진출하였다. 준결승전에서는 이미 2번이나 상대하여 모두 이긴 영국의 루탈로 무함마드와 상대하였다. 하지만 이번 경기에서는 베이기가 5점차로 패하며 결승전에 진출 실패하였다. 하지만 동메달 결정전에서 그는 폴란드의 표트르 파진스키와 대결에서 승리하며 올림픽 동메달을 획득하였다. 이번 대회의 공로로 대통령명예학위와 상금 15만마나트를 수여받았다.

#### 2017년
2017년에는 바쿠에서 열린 이슬람 연대 게임에 처음으로 국제대회에 참가하였다. 8강전에서는 사우디아라비아의 마지드 알마브루그를 상대로 21-2, 준결승전에서는 이란의 알리레자 더비슈푸르를 24-4로 승리하며 결승전에 진출하였다. 결승전에서는 대한민국 경주에서 열린 2011년 세계 선수권 대회 은메달리스트인 튀르키예 유노스 사리와 상대하였다. 경기내내 베이기가 압도하였고 9-5로 승리하며 이슬람 연대 게임에서 우승하였다. 이번 대회의 공로로 상금 15만마나트를 수여받았다.
이후 대한민국 무주에서 열린 2017년 세계 선수권 대회에 참가하였다. 결승전에서 러시아의 안톤 코트코프를 이기며 금메달을 획득하였다. 이로서 그는 니야마딘 파샤예프와 라디크 이사예프에 이어서 아제르바이잔인으로는 3번째로 세계 태권도 선수권 대회에서 금메달을 획득한 선수가 되었다. 그리고 베이기가 2016년 올림픽에서 획득한 동메달이 우연이 아님을 증명했다.